# Nemegtomaia
Nemegtomaia là một chi khủng long, được Lü Tomida Azuma Dong & Lee Y. N. mô tả khoa học năm 2005.
Loài khủng long này đã sinh sống ở nơi ngày nay là Mông Cổ sống trong thời kỳ cuối kỷ Phấn trắng, khoảng 70 triệu năm trước. Mẫu vật đầu tiên được tìm thấy vào năm 1996, và trở thành cơ sở của giống mới và loài N. barsboldi vào năm 2004. Tên gốc ban đầu là Nemegtia, nhưng nó được đổi thành Nemegtomaia vào năm 2005, vì cái tên cũ đã được chọn đặt. Phần đầu tiên của tên chung đề cập đến lưu vực Nemegt, nơi mà động vật được tìm thấy, và phần thứ hai có nghĩa là "mẹ tốt", liên quan đến thực tế là oviraptoridae được biết là đã ấp trứng của chúng. Tên cụ thể tôn vinh nhà cổ sinh vật học Rinchen Barsbold. Hai mẫu vật khác đã được tìm thấy vào năm 2007, một trong số đó đã được tìm thấy ở trên cùng của một tổ với trứng, nhưng loài khủng long đã nhận được tên chi của nó trước khi nó được tìm thấy liên quan đến trứng.
Nemegtomaia được ước tính có chiều dài khoảng 2 m (7 ft) và nặng 40 kg (85 lb). Là một thằn lằn ăn trộm trứng, chúng có lông vũ. Chúng có một hộp sọ sâu, hẹp và ngắn, với một cái vòm cong. Nó không có răng, có một cái mõm ngắn với một cái mỏ giống như con vẹt, và một cặp những chiếc răng giống như những cái răng trên vòm miệng của nó. Nó có ba ngón tay; đầu tiên là lớn nhất và mang một móng vuốt mạnh mẽ. Nemegtomaia được phân loại là một thành viên của phân họ oviraptoridae Ingeniinae, và nó là thành viên duy nhất của nhóm này với một đỉnh sọ. Mặc dù Nemegtomaia đã được sử dụng để gợi ý rằng oviraptorosaurs là những con chim không bay, nhưng nó thường được coi là một nhóm khủng long không phải chim.